# NGC 3853
NGC 3853 (również PGC 36535 lub UGC 6712) – galaktyka eliptyczna (E), znajdująca się w gwiazdozbiorze Lwa. Odkrył ją Alphonse Borrelly w 1871 roku.